# DN66
De DN66 (Drum Național 66 of Nationale weg 66) is een weg in Roemenië. Hij loopt van Filiași via Rovinari, Târgu Jiu, Bumbești-Jiu, Petroșani, Hațeg en Călan naar Simeria. De weg is 249 kilometer lang. 

## Europese wegen
De volgende Europese weg loopt met de DN66 mee:
- Filiași - Simeria (gehele route)